# 郭铨 (东晋)
郭銓（4世纪？—405年），字仲衡，东晋末期軍人，出仕東晋、桓楚。

## 生平
郭銓开始在東晋担任竟陵郡太守。太元六年（381年）十一月，前秦荊州刺史都貴、司馬閻振、中兵参軍吴仲率兵两万，进犯竟陵。車騎将軍桓沖命郭銓、南平郡太守桓石虔、衛軍参軍桓石民率水陆两万兵力拦截。
太元八年（383年）五月，已任鷹揚将軍的郭銓攻打武当。七月，与冠軍将軍桓石虔在武当击败前秦兗州刺史張崇，掠两千户而还。乞活黄淮、自称并州刺史的丁零部族長翟遼攻打長社，规模达数千人。荊州刺史桓石民派时任南平郡太守的郭銓和松滋郡太守王遐之前去討伐。郭銓击败并斩杀黄淮，翟遼敗走河北。
犍為郡太守卞苞劝时任益州刺史的郭銓背叛東晋，郭銓没有同意。卞苞在益州发动叛乱，被荊州刺史殷仲堪镇压，卞苞战败被杀。
隆安三年（399年）十二月，江州刺史桓玄西向討伐殷仲堪。桓玄派时任梁州刺史的郭銓为前鋒至夏口。桓玄谎称郭銓是朝廷派遣的前鋒，集结赶来的军队。殷仲堪命令从弟殷遹率水军七千人至西江口。桓玄命郭銓、苻宏拦截。郭銓击败殷遹，殷遹敗走。郭銓被雍州刺史楊佺期急襲，寡不敌众，桓玄援軍到达，大破楊佺期。
郭銓担任梁州刺史时，出现了马长角的现象。郭銓将这匹马送给了桓玄。
元興二年（403年）十二月、丞相桓玄称帝，建立桓楚，郭銓被任命为前将军。
元興三年（404年）三月，冠軍将軍劉毅、輔国将軍何無忌、振武将軍劉道規等西进攻打桓玄。桓玄命郭銓与龍驤将軍何澹之、武衛将軍庾稚祖、江夏郡太守桓道恭、郭昶镇守湓口。
郭銓与劉雅等共同攻打尋陽，取得胜利，劉毅派武威将軍刘怀肃击败郭銓。
四月，在何無忌、劉道規的攻打下，湓口失陷，郭銓敗走。
五月，在崢嶸洲与劉毅对峙。郭銓擁兵数万，劉毅等人的兵力还不到一万。劉毅等欲退守尋陽，劉道規等欲退守。劉毅等人跟在后面，乘風放火。郭銓的军队全军覆没，輜重被烧毁，乘夜敗走。郭銓最后向刘毅投降。
義熙元年（405年），郭銓以隶属桓玄之罪被誅殺。
郭銓女儿郭氏，劉凝之之妻。元嘉八年（431年），郭銓的女婿劉凝之说自己见到了郭銓。郭銓请他聚集僧侶为他超度免罪。郭銓出现在女儿的梦中，告诉女儿自己有罪，正受到惩罚。让你丈夫祈福，为什么到现在，还没有设立僧会。女儿问他要在哪里设立斋場，郭铨回答可以在自己的屋舍，然后就消失了。有人对刘凝之说，你岳父郭铨感念你的厚惠，事情才始始获得宽宥。